# Вулиця Володимира Маковського
Ву́лиця Володи́мира Мако́вського — зникла вулиця, що існувала в Дарницькому районі міста Києва, місцевість Позняки. Пролягала від Батуринської вулиці до кінця забудови.

## Історія
Вулиця виникла у першій половині XX століття (не пізніше початку 1930-х років) під назвою Тарасівська. У 1955 році набула назву вулиця Маковського, на честь російського художника Володимира Маковського, назву було уточнено на вулиця Володимира Маковського — 1974 року.
Вулиця ліквідована наприкінці 1980-х років у зв'язку зі знесенням старої забудови села Позняки (Старі Позняки) та початком будівництва масиву Позняки. Нині приблизно на місці колишньої вулиці проходить кінцева частина вулиці Анни Ахматової.